# Fettes Brot
Fettes Brot je německá hip hopová kapela, která byla založena v roce 1992 v Hamburku. Tvoří ji tři členové Martin Vandreier, Björn Warns a Boris Lauterbach. Kapela sebe sama nazývá „hip hopovými dinosaury z Hamburku“.

## Diskografie

### Studiová alba
- Auf einem Auge blöd (1995)
- Außen Top Hits, innen Geschmack (1996)
- Fettes Brot lässt grüßen (1998)
- Demotape (2001)
- Am Wasser gebaut (2005)
- Strom und Drang (2008)
- 3 is ne Party (2013)